# Johnny Horizon

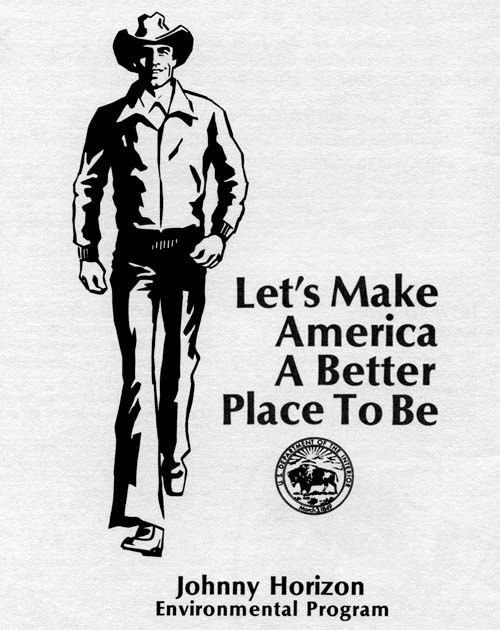
Johnny Horizon

Johnny Horizon war ein Maskottchen des US-amerikanischen Bureau of Land Management, das die Bevölkerung dazu aufrief, die Vermüllung der Umwelt zu stoppen. Gemeinsam mit Smokey Bear, Woodsy Owl oder dem „Crying Indian“ gehörte Johnny Horizon zu den Naturschutzkampagnen der US-amerikanischen Umweltbewegung in den 1970er Jahren. Das Motto von Johnny Horizon lautete This is your land… so keep it clean! ‚Dies ist dein/euer Land… also halte(t) es sauber!‘.

## Geschichte
Die Figur des Johnny Horizon wurde 1968 vorgestellt. Mit dem Aussehen eines Cowboys war Johnny Horizon an das Auftreten des Marlboro Mans angelehnt. Anfang der 1970er Jahre starteten die ersten großen Umweltschutzkampagnen mit dem neuen Maskottchen. Überall in den Vereinigten Staaten wurden sogenannte Johnny Horizon Events durchgeführt, an denen sich hunderttausende US-Bürger beteiligten. Johnny Horizon hatte Auftritte bei landesweiten Fernseh- und Radiosendern. Stars der damaligen Zeit wie Cicely Tyson, Glen Campbell, Ed McMahon, Elston Howard oder die britische Popgruppe The New Seekers produzierten verschiedene Spots mit Johnny Horizon. Der Folksänger Burl Ives veröffentlichte eine Langspielplatte unter dem Motto Johnny Horizon '76.
Am 19. September 1974 verabschiedete der damalige Präsident der Vereinigten Staaten, Gerald Ford, die Proklamation 4315, welche den Zeitraum vom 15. September bis zum 15. Oktober 1974 zum Johnny Horizon '76 Clean Up America Month ernannte. Das Programm Johnny Horizon '76 rief die Bevölkerung dazu auf, bis zum 200. Jahrestag der Unabhängigkeitserklärung der Vereinigten Staaten im Jahr 1976 im Umweltschutz aktiv zu werden.
Nach 1976 wurden die offiziellen staatlichen Kampagnen mit Johnny Horizon eingestellt. In Twin Falls im US-Bundesstaat Idaho wird bis heute jedes Jahr im April der Johnny Horizon Day begangen.

## Sonstiges
Der Spielzeughersteller Parker Brothers veröffentlichte in den 1970er Jahren das Johnny Horizon Environmental Test Kit. Dieser Experimentierkasten enthielt insgesamt zehn Tests, mit denen Kinder und Jugendliche die Umweltverschmutzung prüfen konnten. Vier der Tests dienten der Messung der Luftbelastung, mit den anderen sechs Experimenten konnte die Wasserverschmutzung überprüft werden. Das Test-Set wurde offiziell durch das Innenministerium der Vereinigten Staaten lizenziert.